# Хубер, Аня
Не путать с немецкой теннисисткой Анке Хубер
Аня Хубер (нем. Anja Huber) (после замужества — Зельбах (нем. Selbach)) (род. 20 мая 1983, Берхтесгаден, Бавария, ФРГ) — немецкая скелетонистка, бронзовый призёр Олимпийских игр 2010 года, двукратная победительница чемпионатов мира, четырёхкратная чемпионка Европы, трёхкратная чемпионка Германии. Чемпионка мира по скелетон-стартам (2005).

## Спортивная карьера
Аня Хубер с 6 лет занималась санным спортом, в 2003 году перешла в скелетон. В сезоне 2004/2005 одержала победу в общем зачете Кубка Европы, выиграв 4 этапа этого турнира. С сезона 2005/2006 участвует в соревнованиях Кубка мира. Лучший результат в общем зачете Кубка мира — 1-е место в сезоне 2010/2011.
В 2006 году Аня Хубер заняла второе место на чемпионате Германии. В 2007 и 2008 годах становилась чемпионкой страны, в этих же годах выигрывала чемпионат Европы. В 2008 году стала двукратной чемпионкой мира в одиночных и командных соревнованиях.
На Олимпиаде-2006 в Турине Аня Хубер заняла 8-е место. На Олимпиаде-2010 в Ванкувере выиграла бронзовую медаль.
В 2014 году Хубер побывала на Олимпийских играх в Сочи, где финишировала восьмой.